# Jorge Jiménez
Jorge Rubén Jiménez (Buenos Aires, 4 luglio 1970) è un ex calciatore argentino, di ruolo centrocampista.